# 李祖昉
李祖昉，贵州石阡人，清朝政治人物、同進士出身。
同治十三年（1874年）甲戌科三甲進士，官安順府儒学教授。